# Ninja Rùa: Đập tan bóng tối
Ninja Rùa: Đập tan bóng tối (tên gốc tiếng Anh: Teenage Mutant Ninja Turtles: Out of the Shadows) là một phim khoa học viễn tưởng hành động hài năm 2016 của Mỹ, đạo diễn bởi Dave Green, được viết bởi Josh Appelbaum và André Nemec, dựa trên những nhân vật trong Teenage Mutant Ninja Turtles. Đây là phần tiếp theo của Teenage Mutant Ninja Turtles với ngôi sau như Megan Fox, Stephen Amell, Will Arnett, Brian Tee, Tyler Perry, Brittany Ishibashi, Laura Linney và William Fichtner. Nhiếp ảnh chính trong phim bắt đầu từ ngày 27 tháng 4 năm 2015 in thành phố New York. Bộ phim phát hành tại các rạp vào ngày 3 tháng 6 năm 2016 dưới dạng 3D, RealD 3D và 4DX như bộ phim trước đó.

## Nội dung
Sau khi Shredder bị đánh bại và bị tống giam, cuộc sống thường nhật của bốn chú ninja rùa trở lại như trước vì công lao đánh bại Shredder đều được nhường lại hết cho Vern Fenwick. Thời gian này Footclan lên kế hoạch giải cứu cho thủ lĩnh của bọn chúng nhưng bốn anh em ninja rùa đã biết được và lên kế hoạch ngăn chặn, trong cuộc giải cứu thủ lĩnh Shredder thì một cánh cổng dịch chuyển bí mật đã kéo hắn đi khiến việc ngăn chặn Shredder gặp thất bại.
Khi Shredder bị kéo đi hắn đã đến một chiều không gian X trên cỗ máy Technodrome do một lãnh tướng tên Krang làm chủ, tướng Krang muốn Shredder hỗ trợ bằng cách chỉ hắn đến Trái Đất bằng những mảnh thiết bị phát sóng nằm rải rác khắp nơi trên thế giới. Bằng cách này Krang mới có thể hỗ chợ Shredder chiếm Trái Đất, sau khi thỏa thuận xong thì Krang thả Shredder trở lại với giáo phái Footclan. Krang biết thỏa thuận tuy chớp nhoáng nhưng hắn đã có một kế hoạch khác trở mặt Shredder khi xong việc.
Về phần Shredder sau khi được tự do, hắn lập tức liên hệ với tiến sĩ Stockman giờ đang là khoa học gia của Footclan thuê để lên kế hoạch đi thu thập các mảnh thiết bị mà Krang nhờ vả. Do không thể tự tay đi làm những việc vớ vẩn đó nên Shredder đã đi thuê thêm hai gã tội phạm Bebop và Rocksteady, sau đó để tăng tính hiệu quả công việc Shredder đã yêu cầu Stockman biến hai gã này đột biến thành chiến binh Lợn Lòi " Bebop " và Tê Giác " Rocksteady ". Thời gian này một viên sĩ quan cảnh sát Casey đang bị đình chỉ công tác sau vụ Shredder bỏ trốn thành công, để tìm kiếm thông tin nhanh anh đã lần theo Bebop và Rocksteady và biết được việc Shredder đã tuyển mộ hai gã này vào Footclan. Trong thời gian truy đuổi những kẻ tội phạm, Casey gặp April O'Neil và bốn ninja rùa nên anh chấp nhận giúp họ ngăn cản Shreeder và đồng bọn đang từng bước thu thập các mảnh truyền tín hiệu.
Cuộc ngăn chặn đồng đảng của Shredder gặp thất bại khi thu thập các mảnh tín hiệu, bốn ninja rùa không may bị cảnh sát New York bắt giữ. Shredder lúc này có cơ hội để mở cổng đến chiều không gian X gặp Krang. Tuy nhiên khi tiến hành đàm phán tiếp với Krang, Shredder không may bị Krang đóng băng lại và cất vào kho lưu trữ. Krang lúc này theo mảnh tín hiệu mà Shredder thu thập đem cả cỗ máy Technodrom tiến vào trung tâm của New York bằng cách tự lắp ráp lại theo tín hiệu phát ra. Nhận thấy tình hình có vẻ tệ đi khi không một cảnh sát New York nào đứng ra, bốn ninja rùa quyết định di chuyển lên trung tâm của cỗ máy Technodrome đang trong quá trình lắp ráp. Tại đây họ đụng độ với Krang.
Nhờ sự hiểu biết công nghệ của Donatello, cậu nhóc ninja rùa đã thu máy phát tin hiệu dẫn đường Technodrome quay trở lại không gian X say khi đánh bại được Krang. Lúc này cỗ máy Technodrome lại hoạt động theo cách ban đầu là tự tháo ra vào chui trở lại theo cách di chuyển ban đầu và kéo luôn Krang trở lại không gian X. Những chú rùa của chúng ta lại một lần nữa chiến thắng mối hiểm họa gây nguy hiểm cho New York khi kế hoạch của Footclan bị đập tan.